# Vera Wentworth
Vera Wentworth   (1890 - Elizabeth Garrett Anderson and Obstetric Hospital, 1957) nascuda Jessie Alice Spink, fou una sufragista britànica. L'empresonaren per la causa sufragista, i en fer una vaga de fam, va ser alimentada per força. Va agredir al primer ministre dues vegades. Escrigué Three Months in Holloway.

## Biografia
Wentworth nasqué el 1890. Després de deixar l'escola, trobà faena en una botiga i es va convertir en una sindicalista activista.
El 1908 Wentworth entrà en la Unió Social i Política de les Dones (WSPU), i es canvià formalment el nom per Vera Wentworth al 1907. Va viure amb Caprina Fahey a Londres. L'arrestaren poc després en una manifestació davant la Cambra dels Comuns. Fou sentenciada a sis setmanes de presó i hagué de restar-hi un dia més perquè havia tallat "vots per a les dones" a la paret de la seua cel·la. En ser alliberada es va fer amiga íntima de Mary Blathwayt. S'uní a un grup secret anomenat les Young Hot Bloods, comprometent-se a assumir el «deure de perill» en nom del sufragi femení. De les sufragistes més antigues, només a Emmeline Pankhurst se li va permetre assistir a les seues reunions en una botiga de te al Strand de Londres. Al juny l'arrestaren de nou per manifestar-se davant la Cambra dels Comuns. Aquesta vegada se li aplicaren una sentència de tres mesos. Després del seu alliberament publicà Should Christian Women Demand the Vote i Three Months in Holloway. Wentworth era una escriptora amb l'ambició universitària. Es va unir a la Lliga del Sufragi de les Dones Escriptores, fundada el 1908.
Wentworth vivia llavors a Bristol amb altres sufragistes com Annie Kenney, Violet Bland i Elsie Howey. La tornaren a sentenciar, aquesta vegada a tres mesos de presó, quan ella i Elsie Howey van ser arrestades per manifestar-se davant la casa d'Herbert Henry Asquith.

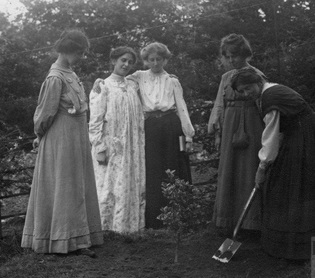
Millicent Browne plantant un arbre a Eagle House (el retir de la sufragista) amb Mary Phillips, Vera Wentworth, Elsie Howey i Annie Kenney

Vera Wentworth va ser convidada a la casa de Mary Blathwayt a Batheaston on s'aplegaven les principals sufragistes. Als visitants importants se'ls demanava que plantassen un arbre per a registrar els seus èxits en nom de la causa, com ara una sentència de presó. Wentworth va rebre una Medalla per Vaga de Fam «al Valor» de la WSPU.
Ella i Jessie Kenney van ser empresonades per agredir al primer ministre. El 5 de setembre del 1909 Wentworth, Elsie Howey i Jessie Kenney havien agredit el primer ministre Herbert Henry Asquith i el ministre de l'Interior durant un partit de golf. Elsie Howey i Wentworth havien tractat de contactar amb Asquith a la seua església. Van protestar per l'empresonament de Patricia Woodlock i altres mentre el primer ministre era de vacances, i van decorar els arbustos del seu jardí amb pamflets i targetes. Aquestes accions directes no eren ben rebudes pel grup de Blathwayt. Emily va renunciar a la WSPU i Linley escrigué cartes de protesta a Christabel Pankhurst, Elsie Howey i Wentworth. A Pankhurst li digueren que Howey i Wentworth no podien tornar a visitar sa casa. Wentworth els envià una resposta expressant el seu pesar per aquesta reacció, però assenyalant que «si Mr. Asquith no rep la delegació, el tornaran a colpejar».
Durant aquest període el seu germà, un periodista de divuit anys que havia dirigit una vaga no oficial de dones treballadores a l'East End de Londres, li presentà a Fenner Brockway, amb qui tindria una relació. A mesura, però, que la WSPU augmentà les accions violentes, se'n distancià —per la seua condició de pacifista— i tots els coneguts personals de Wentworth semblaven haver mort al voltant del 1910.
Wentworth va aconseguir estudiar en la Universitat de Saint Andrews del 1912 al 1914.

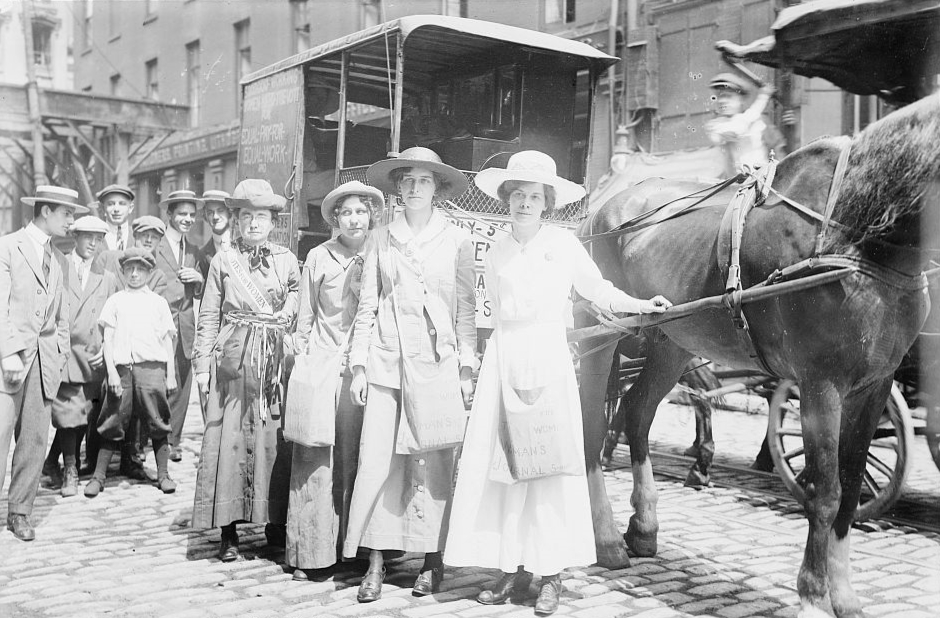
Nova York, agost del 1913. Sufragistes, de davant enrere: Elsie McKenzie, Elisabeth Freeman, Vera Wentworth i la 'Coronel'Ida Craft (amb faixa). «Asquith» es deia el cavall. Necessitava molta insistència, d'ací el seu nom

El 6 d'agost del 1913 Vera, amb Elisabeth Freeman i Elsie McKenzie anaren als Estats Units per a fer costat al 'Coronel'Ida Craft del Yankee Corps en una caminada de sufragi, de Nova York a Boston, on arribaren el 30 d'agost. El Dia dels Treballadors, l'1 de setembre del 1913, feren una reunió al Boston Common.
El 4 d'agost del 1914 esclatà la Primera Guerra Mundial. La WSPU feu un tracte amb el govern i per posar fi a les protestes a canvi que totes les presoneres fossen alliberades. Wentworth va respectar aquesta línia i deixà la WSPU.
Del 1914 al 1918 s'incorporà al Destacament d'Ajuda Voluntària (VAD) com a infermera —una ocupació comuna per a les sufragistes en aquell temps— i després fou administradora del Cos Auxiliar de l'Exèrcit de la Reina Maria (1918-1920); més tard va viure a Hendon (Middlesex) amb Daisy Carden. Durant la Segona Guerra Mundial treballà a Londres en les precaucions contra els atacs aeris.
Wentworth va morir a l'hospital Elizabeth Garrett Anderson al 1957, i donà tots els seus béns a la seua companya.